# Велика космічна подорож
«Велика космічна подорож» (рос. «Большое космическое путешествие») — радянський дитячий фантастико-пригодницький фільм, поставлений в 1974 році  Валентином Селівановим за п'єсою Сергія Михалкова «Перша трійка, або Рік 2001-й…» (1970).

## Сюжет
Троє підлітків — Свєта Ішенова з Бухари, Саша Іваненко з Донецька і москвич Федя Дружинін — перемагають у всесоюзному дитячому космічному конкурсі з відбору перших дітей-космонавтів. Їм належить здійснити політ на кораблі «Астра» під керівництвом єдиного дорослого — капітана Єгора Калиновського.
Незадовго після старту в капітана виявляються ознаки хвороби, тому він опиняється в карантині в ізоляторі. Обов'язки капітана покладаються на Федю, тоді як Єгор лише дає поради. Після цього виникає серія аварійних ситуацій, що змушує дітей-космонавтів приймати самостійні рішення: витік горючого газу та зустріч з метеоритним дощем. Федя намагається виглядати дорослим, командуючи Сашею та Свєтою і критично оцінюючи всі події. Свєта помічає присутність на «Астрі» постороннього, що спостерігає за ними, але Федя й капітан не вірить цьому. Саша зауважує, що про політ не повідомляють у новинах. Ще одним дивним випадком стає знахідка на борту кота.
«Астра» наближається до неактивної космічної станції, Федя вирішує стикуватися з нею, щоб надати допомогу. Висадившись на неї Федя зникає, а слідом і Саша. Свєта вирішує розшукати їх і зламує комп'ютер, щоб дізнатися в яку пастку потрапили зниклі космонавти. Дітям вдається знайти непередбачений вихід зі станції, послідувавши за котом. Думаючи, що прямують на корабель, вони опиняються на поверхні Землі. Космонавти розуміють, що «Астра» — підземний тренажер, покликаний з'ясувати перспективи реального дитячого космічного польоту. Тоді ж з'ясовується, що Федя випадково дізнався про справжню місію «Астри» незадовго до старту, але приховував її від Свєти і Саші, прагнучи не допустити зриву відповідального експерименту.
Незважаючи на те, що «велика космічна подорож» виявилася лише тренуванням, всіх трьох її учасників, що в розрахунковий час знайшли вихід з тренажера і вибралися на поверхню біля головного входу в Центр управління польотами, зустрічають як справжніх космічних героїв. У фіналі реальний космонавт Олексій Леонов звертається до глядачів зі словами, що колись такі польоти стануть реальними.

## У ролях
| Актор                     | Роль                                                |
| ------------------------- | --------------------------------------------------- |
| Людмила (Мила) Берлінська | Світлана Ішенова                                    |
| Сергій Образов            | Федя Дружинін                                       |
| Ігор Сахаров              | Саша Іваненко                                       |
| Люсьєна Овчинникова       | мати Феді                                           |
| Павло Іванов              | Єгор Павлович Калиновський, командир корабля        |
| Нінель Мишкова            | Катерина, співробітниця Центру управління польотами |
| Олексій Золотницький      | співробітник Центру управління польотами            |
| Володимир Плотніков       | співробітник Центру управління польотами            |
| Володимир Ухін            | співробітник Центру управління польотами            |
| Зінаїда Сорочинська       | лікар і мама хлопчика                               |
| Ольга Григор'єва          | епізод                                              |
| Марина Матвеєнко          | епізод                                              |
| Олексій Леонов            | Камео                                               |

## Знімальна група
- Режисер: Валентин Селіванов
- Автор сценарію: Сергій Михалков за участю Валентина Селіванова
- Головний оператор:  Володимир Архангельський
- Головний художник:  Дмитро Богородський за участю Едуарда Зорянського
- Композитор:  Олексій Рибников
- Автор пісень:  Ігор Кохановський